# São Simão (ort)
São Simão är en ort i Brasilien.   Den ligger i kommunen São Simão och delstaten São Paulo, i den sydöstra delen av landet, 600 km söder om huvudstaden Brasília. São Simão ligger 659 meter över havet och antalet invånare är 12 351.
Terrängen runt São Simão är platt åt sydväst, men åt nordost är den kuperad. Närmaste större samhälle är Santa Rosa de Viterbo, 19,4 km öster om São Simão.
I omgivningarna runt São Simão växer i huvudsak städsegrön lövskog. Runt São Simão är det ganska glesbefolkat, med 34 invånare per kvadratkilometer.